# Faljonki
Faljonki (oroszul: Фалёнки) városi jellegű település Oroszország Kirovi területén, a Faljonki járás székhelye.
Lakossága: 5256 fő (a 2010. évi népszámláláskor).

## Fekvése
A Kirovi terület keleti részén, Kirov területi székhelytől 151 km-re, a Csepca (a Vjatka mellékfolyója) bal partjától 5 km-re fekszik. Vasútállomás a transzszibériai vasútvonal északi ágának Kirov–Glazov közötti szakaszán. Az állomástól autóbuszjáratok közlekednek a járás településeire és a 75 km-re délre fekvő Unyi járási székhelyre is.

## Története
1898-ban, a Perm–Vjatka–Kotlasz vasútvonal építésekor keletkezett. Az állomás mellett kialakult település 1918-ban voloszty (alsó szintű közigazgatási egység) központja, 1929-ben a Faljonki járás székhelye lett.

## Gazdasága
Baromfitelepét 1965-ben létesítették, 2002-ben privatizálták, azóta részvénytársasági formában működik. A régió ellátása szempontjából fontos létesítményen a 2010-es években nagyszabású korszerűsítés kezdődött. 
Nevezetes mezőgazdasági kísérleti telepe (Faljonszkaja szelekcionnja sztancija) Oroszország egyik régi tudományos intézménye. Eredetileg Vjatkai Mezőgazdasági Kísérleti Állomás néven Vjatka (Kirov) határában hozták létre neves akadémikusok részvételével. Többszöri átszervezés után, 1937-ben telepítették át Faljonkiba. Évtizedek óta és a 2010-es években is mezőgazdasági (rozs, zab, len stb.) fajtakísérleti és vetőmagtermelő intézményként működik. 2017-től kezdve a N. V. Rudnyickijról elnevezett Északkeleti Szövetségi Agrárkutató Központ filiáléja (Федеральный аграрный научный центр Северо-Востока им. Н. В. Рудницкого).